# 小橋内町
小橋内町（おはしないちょう）は北海道室蘭市の地名。小橋内町一丁目から二丁目の町がある。住居表示実施済み。郵便番号は051-0033。かつて同名の字が存在した。

## 地理
室蘭市の南西部に位置し、北から東に築地町、南に緑町，清水町、西に増市町、北西に港南町と接する。

## 地域の特徴
室蘭市の都市計画マスタープランでは蘭西地域に属する。
南東と北西を丘陵に囲まれた住宅地であり、北東縁を北海道道699号室蘭港線が、南縁を北海道道844号祝津西小路中央線が通る。一丁目に小橋内稲荷神社がある。

## 歴史
築地町，祝津町の埋め立て完成後に漁船の荷揚場となった地域である。1918年（大正7年）から1919年（大正8年）の南防波堤工事と並行して鉄鋼関係の中小企業や商店が沿道に立ち並び、昭和初期には水産加工業も進出した。1948年（昭和23年）関西ペイントを誘致するが、後に撤退した。

### 地名の由来
アイヌ語の「オハㇱナイ」に由来し、語源としては以下の説がある。一つ目は「オ・ハㇱ・ウン・ナイ」（沢口に・灌木・ある・沢）が「オハㇱナイ」に転訛した説。二つ目は「オ・ハㇱ・ナイ」（川尻の・灌木の・沢）の「ハㇱ」が「ハシナウ」（柴・幣）を表しており、アイヌが海幸の神に捧げる柴幣の幣場が昔ここの岬の上にあったとする説である。

### 沿革
- 1922年（大正11年）4月1日 - 字名改正により絵鞆村（大字）の一部が小橋内町となる[5][7]。
- 1922年（大正11年）8月1日 - 市制施行により室蘭区小橋内町は室蘭市小橋内町となる[8]。
- 1966年（昭和41年）7月1日 - 小橋内町一丁目 - 二丁目新設[9]。

### 町名の変遷
| 実施内容          | 実施年月日               | 実施後         | 実施前                                                                                |
| ----------------- | ------------------------ | -------------- | ------------------------------------------------------------------------------------- |
| 字名改正          | 1922年（大正11年）4月1日 | 築地町（字）   | 絵鞆村（大字）の字、 オハシナイ，マシチセ，ポンオハシナイ，ハルカラモイ，ポロシレツト |
| 町名新設 住居表示 | 1966年（昭和41年）7月1日 | 小橋内町一丁目 | 小橋内町（字），築地町（字）の各一部                                                  |
| 町名新設 住居表示 | 1966年（昭和41年）7月1日 | 小橋内町二丁目 | 小橋内町（字）の一部                                                                  |

## 世帯数と人口
2023年（令和5年）12月31日現在（室蘭市発表）の世帯数と人口は以下の通りである。
| 町             | 世帯数  | 人口  |
| -------------- | ------- | ----- |
| 小橋内町一丁目 | 333世帯 | 516人 |
| 小橋内町二丁目 | 275世帯 | 483人 |
| 計             | 608世帯 | 999人 |

### 人口の変遷
国勢調査による人口の推移。
| 1995年（平成7年）  | 1,957人 | [ 10 ] |  |
| 2000年（平成12年） | 1,703人 | [ 11 ] |  |
| 2005年（平成17年） | 1,501人 | [ 12 ] |  |
| 2010年（平成22年） | 1,391人 | [ 13 ] |  |
| 2015年（平成27年） | 1,221人 | [ 14 ] |  |
| 2020年（令和2年）  | 1,074人 | [ 15 ] |  |

### 世帯数の変遷
国勢調査による世帯数の推移。
| 1995年（平成7年）  | 808世帯 | [ 10 ] |  |
| 2000年（平成12年） | 749世帯 | [ 11 ] |  |
| 2005年（平成17年） | 695世帯 | [ 12 ] |  |
| 2010年（平成22年） | 666世帯 | [ 13 ] |  |
| 2015年（平成27年） | 618世帯 | [ 14 ] |  |
| 2020年（令和2年）  | 555世帯 | [ 15 ] |  |

## 学区
市立小・中学校に通う場合、学区は以下の通りとなる。
| 町             | 街区 | 小学校               | 中学校               |
| -------------- | ---- | -------------------- | -------------------- |
| 小橋内町一丁目 | 全域 | 室蘭市立みなと小学校 | 室蘭市立室蘭西中学校 |
| 小橋内町二丁目 | 全域 | 室蘭市立みなと小学校 | 室蘭市立室蘭西中学校 |

## 交通

### バス
道道室蘭港線沿いに道南バスが路線バスを運行する。

### 道路
- 北海道道699号室蘭港線
- 北海道道844号祝津西小路中央線

### 寺社
- 小橋内稲荷神社

### 公園
- 小橋内1丁目公園
- 小橋内2丁目公園